# Alice Englert
Alice Allegra Englert, född 15 augusti 1994 i Sydney, är en australisk skådespelerska. Hon har bland annat spelat rollen som Rosa i Ginger & Rosa (2012) och Lena Duchannes i Beautiful Creatures (2013).
Hon är dotter till Colin Englert och regissören Jane Campion.

## Filmografi i urval
- 2012 – Ginger & Rosa
- 2013 – Beautiful Creatures
- 2017 – Top of the Lake (TV-serie)